# Viefvillers
Viefvillers ist eine französische Gemeinde mit 216 Einwohnern (Stand 1. Januar 2022) im Département Oise in der Region Hauts-de-France. Die Gemeinde liegt im Arrondissement Beauvais und ist Teil der Communauté de communes de l’Oise Picarde und des Kantons Saint-Just-en-Chaussée.

## Geographie
Die Gemeinde liegt auf der Hochfläche des Plateau Picard rund vier Kilometer östlich von Crèvecœur-le-Grand an der früheren Route nationale 30.

## Einwohner
| 1962 | 1968 | 1975 | 1982 | 1990 | 1999 | 2006 | 2011 |
| ---- | ---- | ---- | ---- | ---- | ---- | ---- | ---- |
| 163  | 191  | 127  | 120  | 160  | 165  | 176  | 175  |

## Sehenswürdigkeiten
- Kirche Saint-Amand[1]